# 热内通
热内通（法語：Geneston，法語發音：[ʒənɛtɔ̃]）是法国大西洋卢瓦尔省的一个市镇，位于该省南部，属于南特区。

## 地名
该地名“Geneston”发音为[ʒənɛtɔ̃]，字母“s”不发音，《世界地名译名词典》将其误译作“热内斯通”。

## 地理
热内通（47°3'20"N, 1°30'46"W）面积8.04 平方千米，位于法国卢瓦尔河地区大区大西洋卢瓦尔省，该省份为法国西北部沿海省份，位于布列塔尼半岛东南部，北起伊勒-维莱讷省，西北接莫尔比昂省，西临大西洋，南至旺代省，东临曼恩-卢瓦尔省。
与热内通接壤的市镇（或旧市镇、城区）包括：勒比尼翁、拉舍夫罗利耶尔、蒙贝尔、圣科隆邦、圣菲尔贝德格朗略、圣菲尔贝德布艾讷。
热内通的时区为UTC+01:00、UTC+02:00（夏令时）。

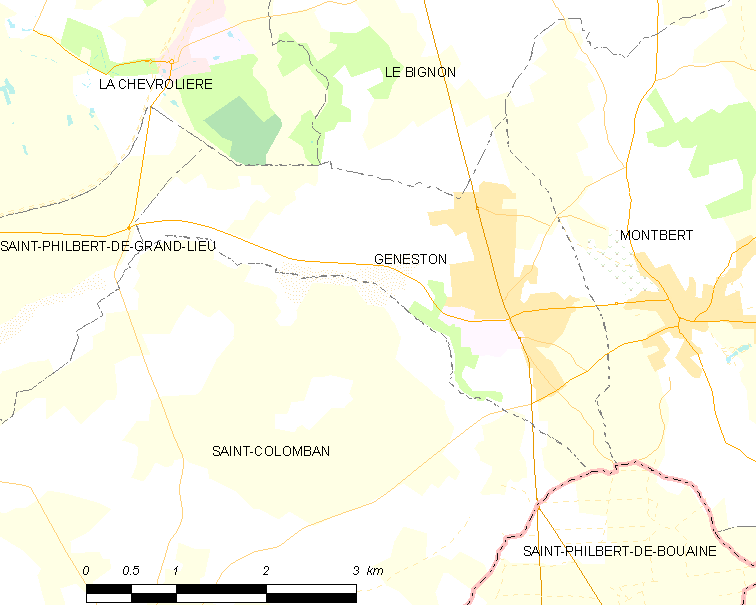
热内通的OSM定位图

## 行政
热内通的邮政编码为44140，INSEE市镇编码为44223。

## 政治
热内通所属的省级选区为圣菲尔贝德格朗略县。

## 人口

1962-2008年间热内通人口变化图示

热内通于2022年1月1日时的人口数量为3691人。